# 20 de outubro
20 de outubro é o 293.º dia do ano no calendário gregoriano (294.º em anos bissextos). Faltam 72 dias para acabar o ano.

## Eventos históricos

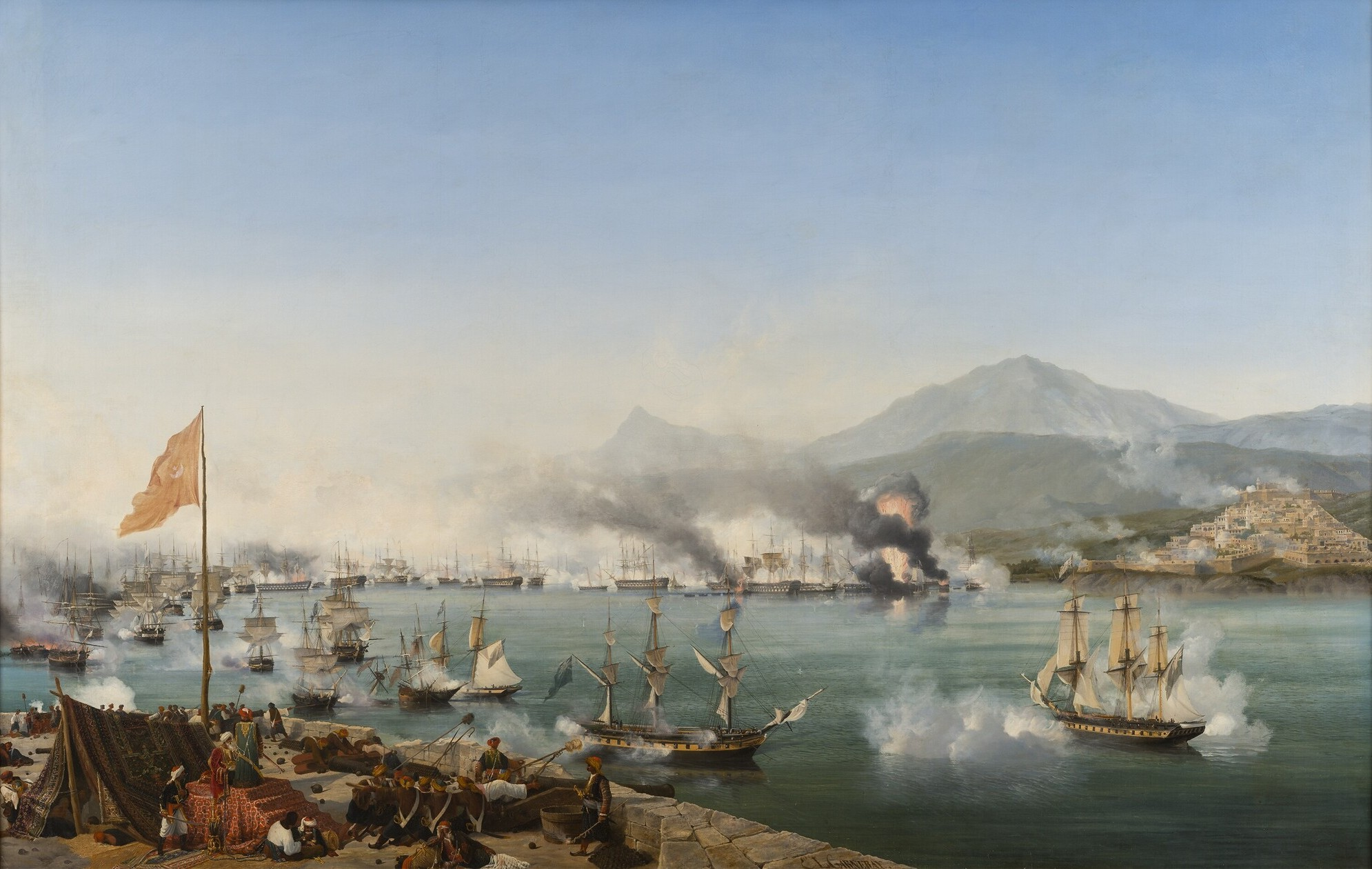
1827: Batalha de Navarino

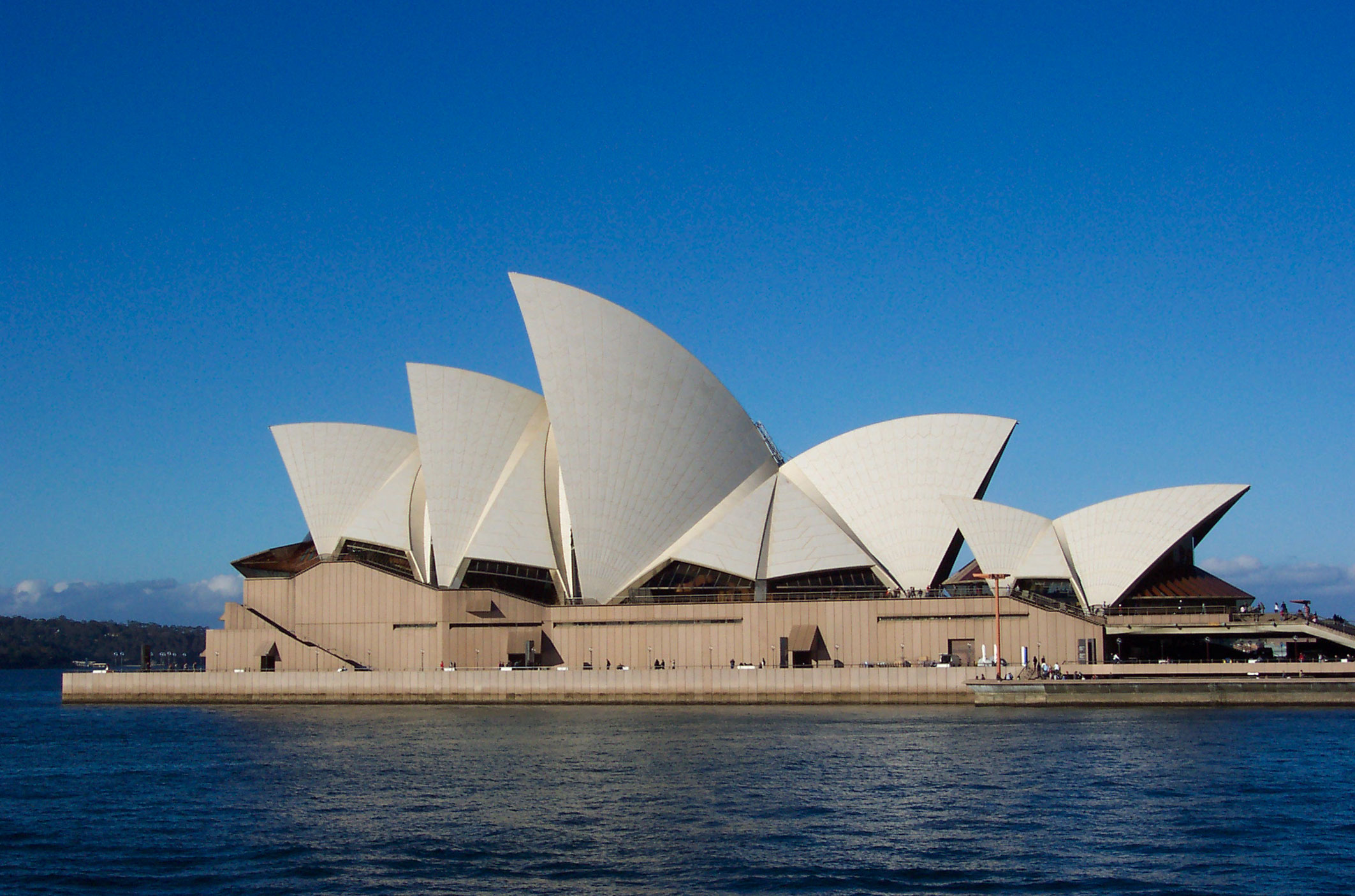
1973: Inauguração da Ópera de Sydney

- 1097 — Primeira Cruzada: os cruzados chegam na cidade de Antioquia da Síria.
- 1572 — Guerra dos Oitenta Anos: três mil soldados espanhóis atravessam quinze milhas de água em uma noite para efetuar o socorro de Goes.[1]
- 1740 — França, Prússia, Baviera e Saxônia se recusam a honrar a Pragmática Sanção, e começa a Guerra de Sucessão Austríaca.
- 1774 — Revolução Americana: um acordo de não consumo e não importação contra as Ilhas Britânicas e as Índias Ocidentais Britânicas, é adotada pelo Primeiro Congresso Continental.[2]
- 1803 — O Senado dos Estados Unidos ratifica a Compra da Luisiana.
- 1818 — A Convenção de 1818 é assinada entre os Estados Unidos e o Reino Unido, que estabelece a fronteira Canadá-Estados Unidos no 49.º paralelo durante a maior parte do tempo.
- 1827 — Guerra da Independência da Grécia: Na Batalha de Navarino, uma frota combinada turca e egípcia é derrotada pelas forças navais britânicas, francesas e russas na última batalha significativa travada com veleiros de madeira.
- 1883 — Peru e Chile assinam o Tratado de Ancón, pelo qual a província de Tarapacá é cedida a este, pondo fim ao envolvimento do Peru na Guerra do Pacífico.
- 1904 — Chile e Bolívia assinam o Tratado de Paz e Amizade, delimitando a fronteira entre os dois países.
- 1910 — O RMS Olympic, navio irmão do RMS Titanic, é lançado ao mar do estaleiro Harland and Wolff em Belfast.
- 1921 — Toma posse em Portugal o 32.º governo republicano, chefiado pelo presidente do Ministério Manuel Maria Coelho.
- 1935 — Termina a Grande Marcha, uma gigantesca retirada realizada pelas forças armadas do Partido Comunista Chinês um ano antes.
- 1944
  - Segunda Guerra Mundial: o exército soviético e os partidários iugoslavos libertam Belgrado.
  - O general americano Douglas MacArthur cumpre sua promessa de retornar às Filipinas quando comanda um ataque aliado às ilhas.
- 1947 — O Comitê de Atividades Não Americanas da Câmara inicia sua investigação sobre a infiltração comunista na indústria cinematográfica de Hollywood, resultando em uma Lista Negra que impede que alguns trabalhem na indústria por anos.
- 1951 — Tem início a primeira Bienal de São Paulo (antiga Bienal Internacional de Arte de São Paulo) é uma exposição de artes que ocorre a cada dois anos na cidade de São Paulo. É considerada um dos três principais eventos do circuito artístico internacional, junto à Bienal de Veneza e Documenta.
- 1952 — O governador do Quênia declara estado de emergência e começa a prender centenas de suspeitos líderes da Revolta dos Mau-Mau.
- 1959 — A Rádio e Televisão de Portugal (RTP) torna-se membro da União Europeia de Radiodifusão (sigla UER).
- 1962 — A República Popular da China lança ofensivas simultâneas em Ladakh e através da Linha McMahon, iniciando a Guerra sino-indiana.
- 1966 — Golpe Militar de 1964 no Brasil: é editado o AC 23 estabelecendo recesso parlamentar até 22 de novembro.
- 1970 — A Embratel e a Companhia Telefônica da Espanha assinam convênio para a implantação de um cabo telefônico submarino entre o Brasil e a Espanha.
- 1973
  - "Massacre de Sábado à Noite": o presidente dos Estados Unidos Richard Nixon demite o procurador-geral Elliot Richardson e o vice-procurador-geral William Ruckelshaus depois que se recusaram a demitir o promotor especial Archibald Cox, que foi finalmente demitido por Robert Bork.
  - A Ópera de Sydney é inaugurada por Elizabeth II após 14 anos de construção.
- 1990 — Surgimento da MTV Brasil.
- 2003 — A Grande Muralha Sloan, outrora a maior estrutura cósmica conhecida pela humanidade, é descoberta por estudantes da Universidade de Princeton.[3]
- 2011 — Guerra Civil da Líbia: forças rebeldes capturam o ditador líbio Muammar Gaddafi em sua cidade natal, Sirte, e o matam logo em seguida.
- 2017 — Guerra Civil Síria: as Forças Democráticas da Síria (SDF) declaram vitória na campanha de Raqqa.
- 2015 — One Direction: A banda britânica mundialmente famosa lança na plataforma Youtube o clipe do hit "Perfect", composto por Harry Styles e Louis Tomlinson, que já passa da marca de 400 milhões de visualizações.
- 2022 — Liz Truss deixa o cargo de primeira-ministra britânica e líder do Partido Conservador em meio à crise política do país, servindo por 45 dias antes de renunciar, servindo pelo menor tempo de qualquer primeiro-ministro britânico na história [45 dias].[4]

## Nascimentos

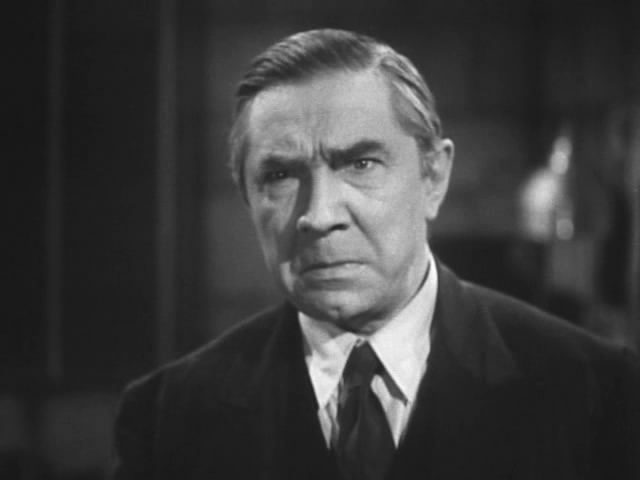
Béla Lugosi

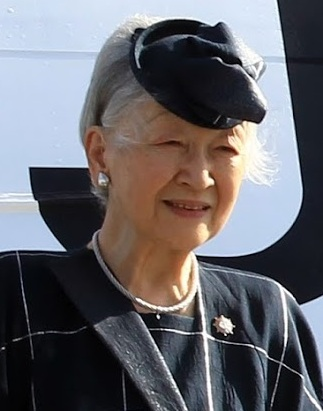
Michiko do Japão

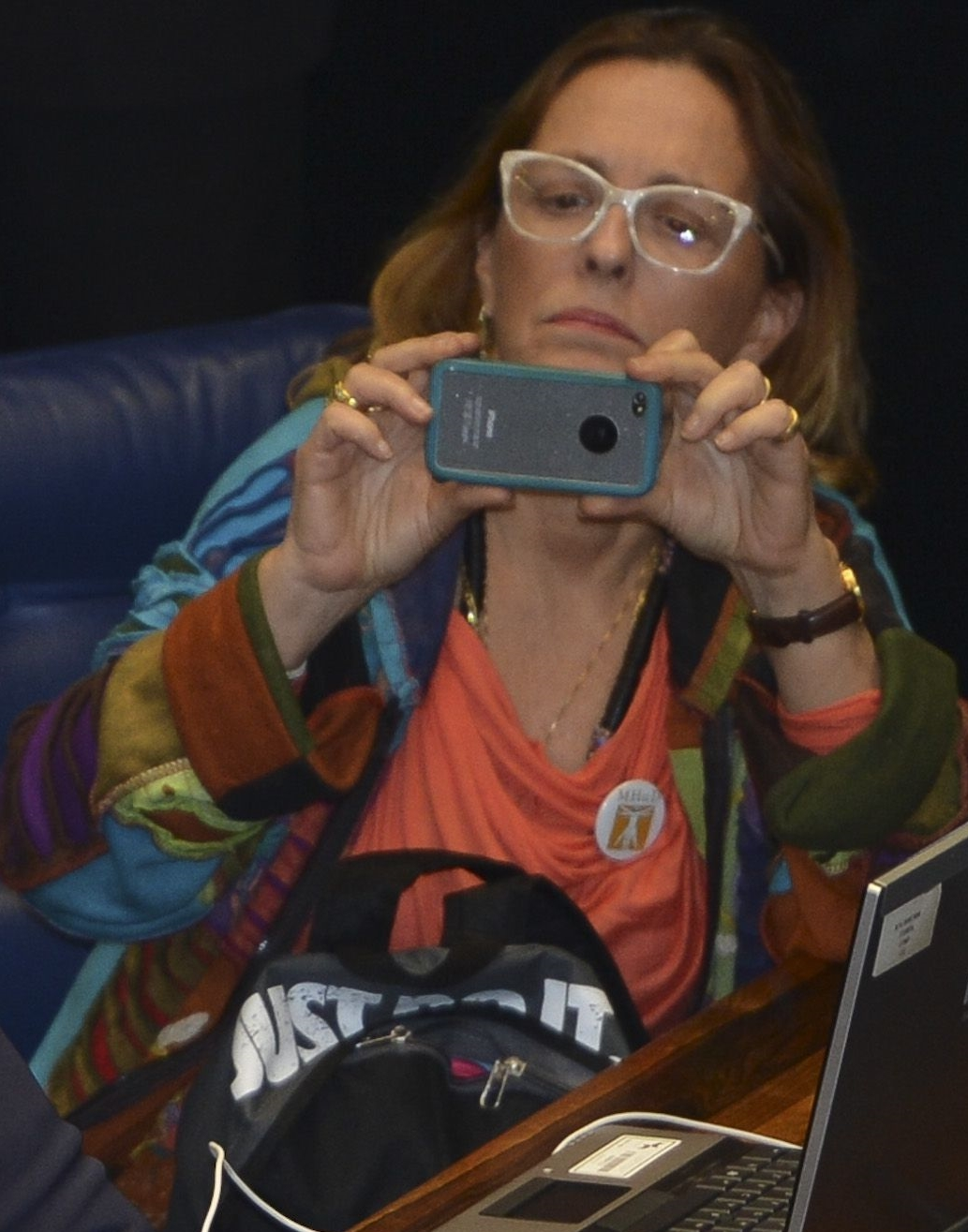
Maria Zilda Bethlem

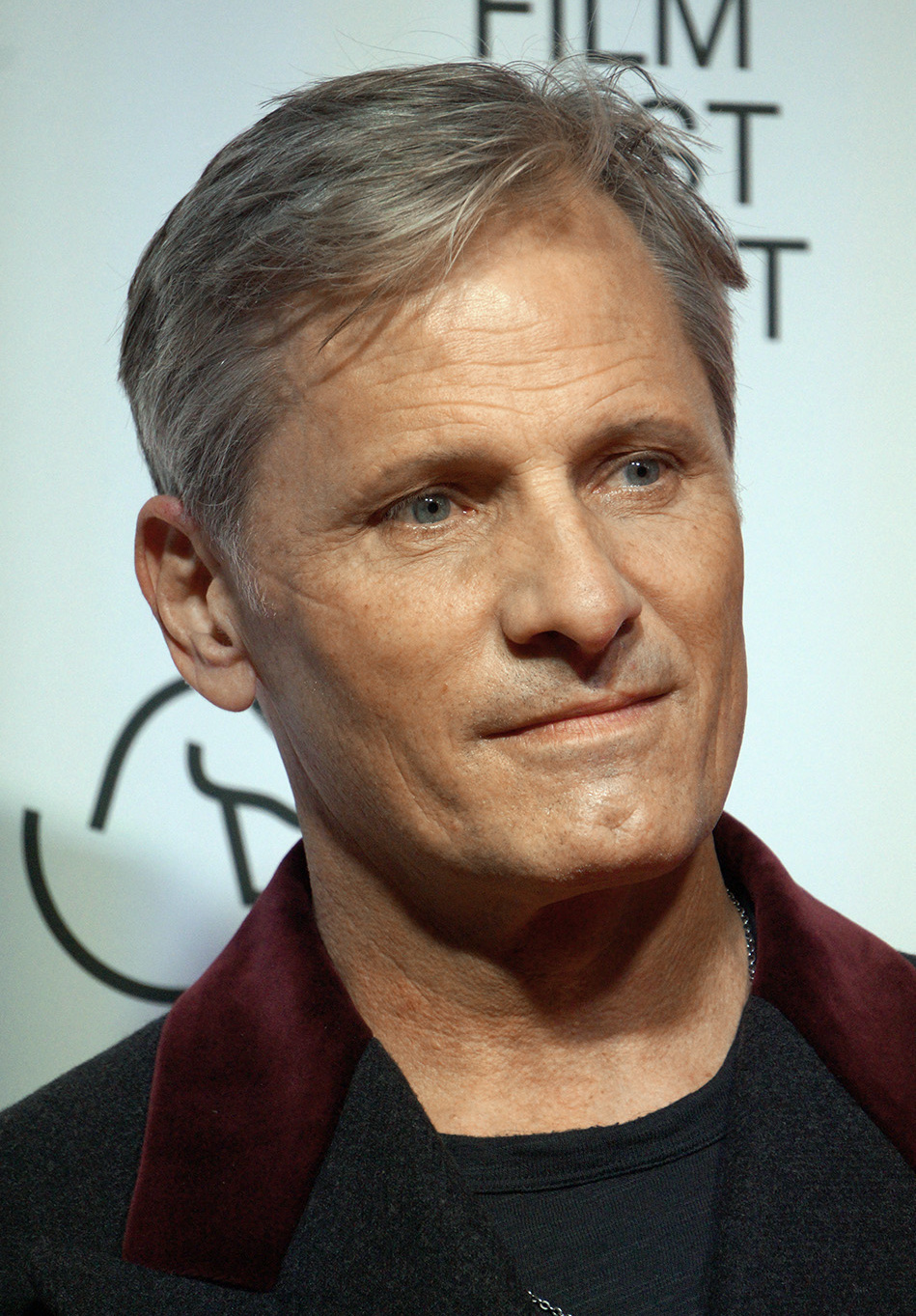
Viggo Mortensen

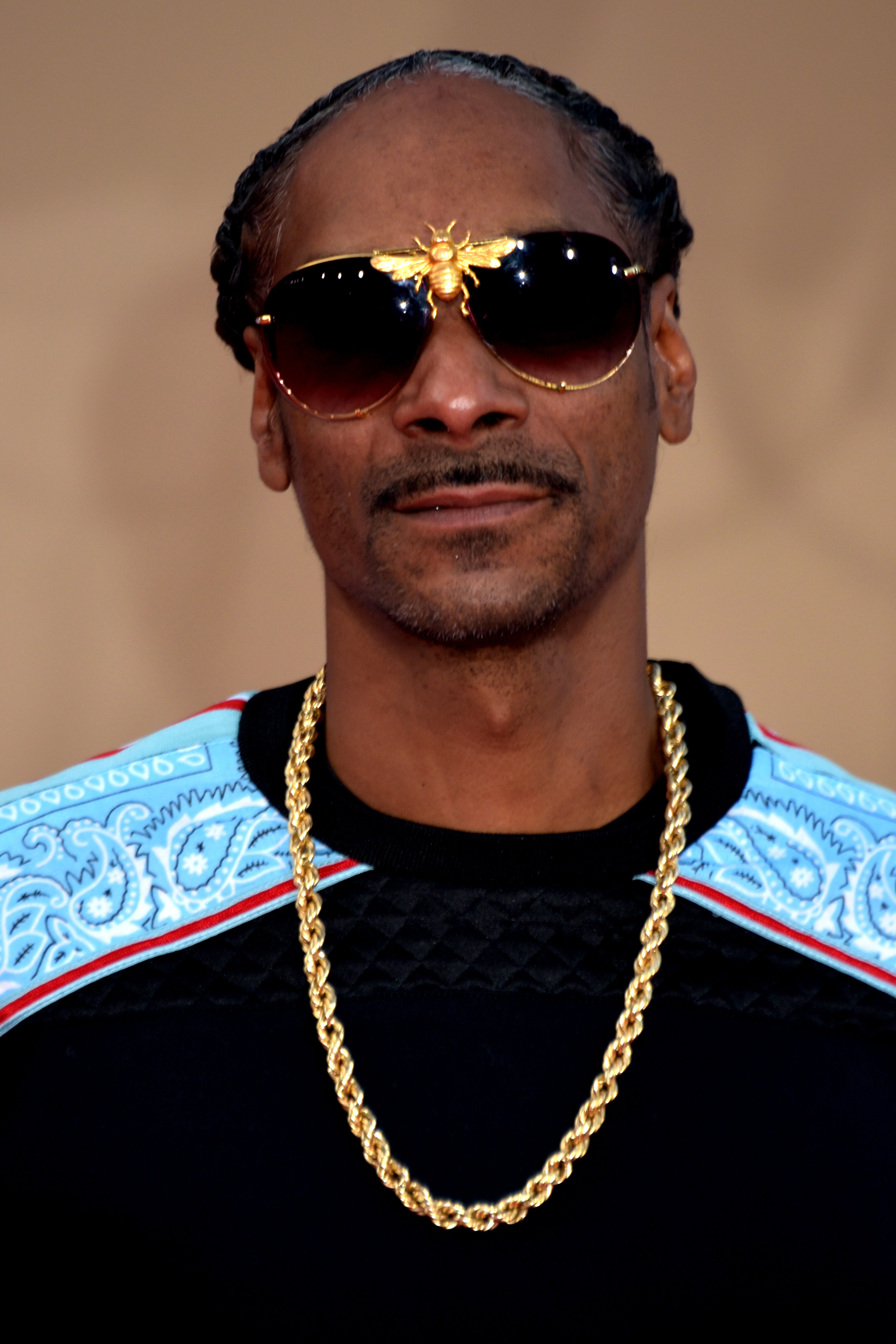
Snoop Dogg

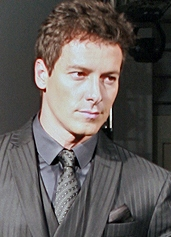
Rodrigo Faro

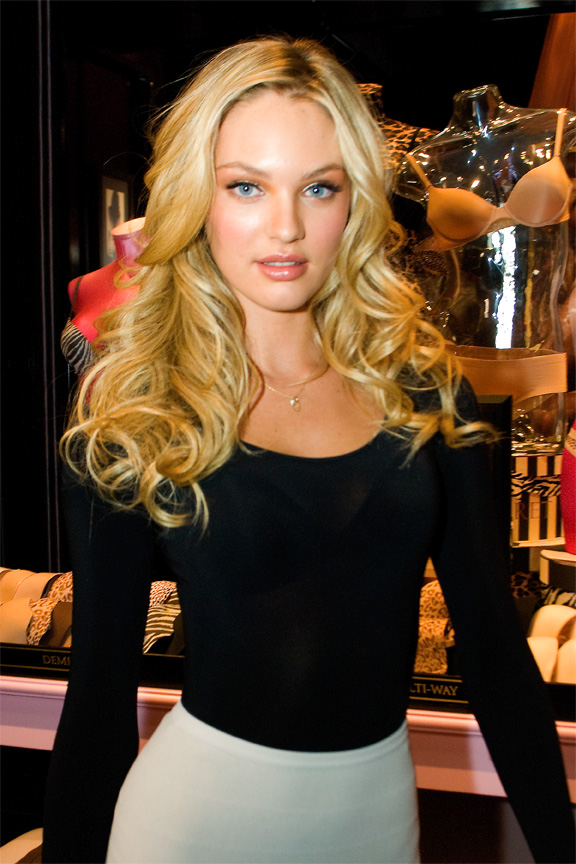
Candice Swanepoel

### Anteriores ao século XIX
- 1463 — Alessandro Achillini, filósofo italiano (m. 1512).
- 1496 — Cláudio de Lorena, nobre e militar francês (m. 1550).
- 1554 — Bálint Balassi, poeta húngaro (m. 1594).
- 1616 — Thomas Bartholin, físico e teólogo dinamarquês (m. 1680).
- 1740 — Isabelle de Charrière, escritora neerlandesa (m. 1805).
- 1784 — Henry Temple, 3.º Visconde Palmerston, político britânico (m. 1865).

### Século XIX
- 1808 — Karl Andree, geógrafo, jornalista e cônsul alemão (m. 1875).
- 1826 — Christian Wilhelm Blomstrand, químico e mineralogista sueco (m. 1897).
- 1854
  - Arthur Rimbaud, poeta francês (m. 1891).
  - Alphonse Allais, escritor e humorista francês (m. 1905).
- 1859 — John Dewey, filósofo norte-americano (m. 1952).
- 1861 — Maximilian Harden, jornalista alemão (m. 1927).
- 1863 — William Henry Young, matemático britânico (m. 1942).
- 1874 — Charles Ives, compositor norte-americano (m. 1954).
- 1876 — Cláudio de Sousa, médico, escritor e teatrólogo brasileiro (m. 1954).
- 1878 — Arthur Scherbius, engenheiro eletrônico alemão (m. 1929).
- 1881 — George Waddel Snedecor, matemático e estatístico norte-americano (m. 1974).
- 1882 — Béla Lugosi, ator húngaro (m. 1956).
- 1884 — Don Stephen Senanayake, político cingalês (m. 1952).
- 1891
  - James Chadwick, físico britânico (m. 1974).
  - Monte M. Katterjohn, roteirista norte-americano (m. 1949).
- 1892 — Jomo Kenyatta, político queniano (m. 1978).
- 1895 — Rex Ingram, ator norte-americano (m. 1969).
- 1897 — Adolph Deutsch, compositor britânico (m. 1980).
- 1899 — Evelyn Brent, atriz norte-americana (m. 1975).
- 1900 — Ismail al-Azhari, político sudanês (m. 1969).

### Século XX

#### 1901–1950
- 1901 — Frank Churchill, compositor estadunidense (m. 1942).
- 1902 — Felisberto Hernández, escritor uruguaio (m. 1964).
- 1904
  - Tommy Douglas, político canadense (m. 1986).
  - Anna Neagle, atriz, dançarina e cantora britânica (m. 1986).
- 1905 — Frederic Dannay, escritor norte-americano (m. 1982).
- 1908
  - Mona May Karff, enxadrista norte-americana (m. 1998).
  - Henry Winneke, jurista e político australiano (m. 1985).
- 1913
  - Paulo Tapajós, cantor e compositor brasileiro (m. 1990).
  - Cecilia Miranda de Carvalho, cantora e compositora brasileira (m. 2011).
- 1916 — Áskell Löve, botânico islandês (m. 1994).
- 1917 — Jean-Pierre Melville, cineasta, produtor de cinema e ator francês (m. 1973).
- 1919
  - Tracy Hall, químico norte-americano (m. 2008).
  - Mustai Karim, poeta e escritor russo (m. 2005).
- 1920 — Feliciano Amaral, cantor brasileiro (m. 2018).
- 1921 — Manny Ayulo, automobilista norte-americano (m. 1955).
- 1923
  - Enric Bernat, empresário espanhol (m. 2003).
  - Otfried Preußler, escritor alemão (m. 2013).
- 1924 — Friaça, futebolista brasileiro (m. 2009).
- 1925
  - Art Buchwald, humorista, escritor e jornalista norte-americano (m. 2007).
  - Hiromu Nonaka, político japonês (m. 2018).
  - Tom Dowd, produtor musical e engenheiro de som norte-americano (m. 2002).
- 1928 — Li Peng, político chinês (m. 2019).
- 1931
  - Mickey Mantle, jogador de beisebol norte-americano (m. 1995).
  - Park Wan-suh, escritora sul-coreana (m. 2011).
- 1934 — Michiko do Japão.
- 1935
  - Fabio Cudicini, ex-futebolista italiano.
  - Jerry Orbach, ator, dublador e cantor norte-americano (m. 2004).
- 1937
  - Jonas Mello, ator e dublador brasileiro (m. 2020).
  - Mario Rodríguez, futebolista argentino (m. 2015).
- 1938
  - Kathy Kirby, cantora britânica (m. 2011).
  - Dolores Hart, ex-atriz e freira norte-americana.
- 1940
  - Premjit Lall, tenista indiano (m. 2008).
  - Teca Calazans, cantora e compositora brasileira.
  - Jean Clair, ensaísta e historiador de arte francês.
- 1942
  - Christiane Nüsslein-Volhard, bióloga alemã.
  - Bart Zoet, ciclista neerlandês (m. 1992).
- 1943 — Chris Lawler, ex-futebolista britânico.
- 1944
  - Jair Picerni, ex-futebolista e ex-treinador de futebol brasileiro.
  - Omar Amiralay, diretor de cinema e ativista sírio (m. 2011).
  - Marcelo Gastaldi, dublador brasileiro (m. 1995)
- 1945
  - Calane da Silva, jornalista moçambicano (m. 2021).
  - Marcelo Gastaldi, ator, dublador e músico brasileiro (m. 1995).
  - George Wyner, ator norte-americano.
  - Claes-Göran Hederström, cantor sueco (m. 2022).
- 1946 — Elfriede Jelinek, escritora austríaca.
- 1948
  - Andrei Suraikin, patinador artístico soviético (m. 1992).
  - Daniel Rebillard, ex-ciclista francês.
- 1949
  - Ernie Campbell, ex-futebolista australiano.
  - George Harris, ator britânico.
- 1950
  - Tom Petty, músico, compositor e cantor estadunidense (m. 2017).
  - Jorge Carlos Fonseca, político, jurista e professor cabo-verdiano.

#### 1951–2000
- 1951 — Claudio Ranieri, ex-futebolista e treinador de futebol italiano.
- 1952
  - Eliane Giardini, atriz brasileira.
  - Dalia Itzik, política israelense.
- 1953
  - Lindalva Justo de Oliveira, beata brasileira (m. 1993).
  - Maria Zilda Bethlem, atriz brasileira.
- 1955
  - Sheldon Whitehouse, advogado e político norte-americano.
  - Thomas Newman, compositor norte-americano.
- 1956
  - Carolina Cerqueira, política, jornalista e diplomata angolana.
  - Danny Boyle, diretor de cinema britânico.
- 1958
  - Viggo Mortensen, ator norte-americano.
  - Mark King, músico britânico.
- 1959 — Pedro Moreira Salles, banqueiro brasileiro.
- 1960
  - Lepa Brena, cantora bósnia.
  - Pável Grudinin, empresário e político russo.
- 1961
  - Billy Konchellah, ex-meio-fundista queniano.
  - Ian Rush, ex-futebolista britânico.
- 1962 — Héctor Yupanqui, ex-futebolista peruano.
- 1963 — Stan Valckx, ex-futebolista neerlandês.
- 1964
  - Kamala Harris, política e advogada norte-americana.
  - Rosane Malta, ex-primeira-dama brasileira.
- 1965
  - Vicente Engonga, ex-futebolista e treinador de futebol espanhol.
  - Stefano Pioli, ex-futebolista e treinador de futebol italiano.
  - Amos Mansdorf, ex-tenista israelense.
- 1966 — Stefan Raab, comediante alemão.
- 1967 — Akira Ryō, ex-motociclista japonês.
- 1968
  - Clemer, ex-futebolista e treinador de futebol brasileiro.
  - Jonathan Akpoborie, ex-futebolista nigeriano.
- 1969 — Guillermo Pérez Roldán, ex-tenista argentino.
- 1970
  - Chavo Guerrero, Jr., ex-wrestler norte-americano.
  - Serge Maguy, ex-futebolista marfinense.
  - Sander Boschker, ex-futebolista neerlandês.
- 1971
  - Dannii Minogue, cantora e atriz australiana.
  - Snoop Dogg, rapper, ator e produtor musical norte-americano.
  - Kenneth Choi, ator norte-americano.
- 1972 — Dmitriy Alenichev, ex-futebolista e treinador de futebol russo.
- 1973 — Rodrigo Faro, ator, cantor e apresentador brasileiro.
- 1974 — Gonzalo Galindo, ex-futebolista boliviano.
- 1975
  - Nélson Pereira, ex-futebolista português.
  - Nildo, ex-futebolista brasileiro.
  - George Mbwando, ex-futebolista zimbabuano.
  - Mabel Cezar, atriz e dubladora brasileira.
  - Natalie Gregory, atriz norte-americana.
  - Slimane Raho, ex-futebolista e treinador de futebol argelino.
- 1976
  - Vanessa Menga, ex-tenista brasileira.
  - Miguel Rebosio, ex-futebolista peruano.
  - Ivan Moré, jornalista brasileiro.
- 1977
  - Nick Hodgson, baterista e compositor britânico.
  - Zoie Palmer, atriz canadense.
  - Sam Witwer, ator e músico norte-americano.
- 1978
  - Andrew Stuart Dawson, ex-futebolista britânico.
  - Fausto Fanti, comediante brasileiro (m. 2014).
  - Alberto Ammann, ator argentino.
- 1979 — John Krasinski, ator e diretor norte-americano.
- 1980
  - Fabrice Jeannet, esgrimista francês.
  - Niall Matter, ator canadense.
- 1981 — Francisco Javier Rodríguez, futebolista mexicano.
- 1982
  - Roberta Rodrigues, atriz brasileira.
  - José Acasuso, ex-tenista argentino.
- 1983
  - Alona Tal, atriz e cantora israelense.
  - Flavio Cipolla, ex-tenista italiano.
  - Yuliya Beygelzimer, ex-tenista ucraniana.
- 1984
  - Mitch Lucker, músico norte-americano (m. 2012).
  - Florent Sinama-Pongolle, ex-futebolista francês.
- 1985 — Jennifer Nicole Freeman, atriz norte-americana.
- 1986 — Diogo, ex-futebolista brasileiro.
- 1987
  - Denis Stracqualursi, ex-futebolista argentino.
  - Anele Ngcongca, futebolista sul-africano (m. 2020).
- 1988
  - Candice Swanepoel, modelo sul-africana.
  - Ferrugem, cantor e compositor brasileiro.
  - Risa Niigaki, cantora e atriz japonesa.
  - Ma Long, mesa-tenista chinês.
- 1989
  - Bárbara Reis, atriz brasileira.
  - Yanina Wickmayer, tenista belga.
  - Lamine Gassama, futebolista francês.
  - Rodrigo Dantas, futebolista brasileiro.
  - Dennis Diekmeier, ex-futebolista alemão.
  - Shpëtim Moçka, futebolista albanês.
- 1990 — Galadriel Stineman, atriz e modelo norte-americana.
- 1991
  - Zulfahmi Khairuddin, motociclista tailandês.
  - Debinha, futebolista brasileira.
- 1992
  - Ksenia Semenova, ex-ginasta russa.
  - Joshua Titima, futebolista zambiano.
  - Mattia De Sciglio, futebolista italiano.
- 1993
  - Casimiro, jornalista e streamer brasileiro.
  - Paula Borgo, jogadora de vôlei brasileira (m. 2023).
- 1994 — José Contreras Verna, futebolista venezuelano.
- 1995
  - Irina Voronkova, jogadora de vôlei russa.
  - Humberto Carrillo, wrestler mexicano.
- 1996 — Chance Perdomo, ator britânico (m. 2024).
- 1997
  - Ademola Lookman, futebolista nigeriano.
  - Andrey Rublev, tenista russo.
  - Nija Charles, compositora e produtora musical americana.
  - Daizen Maeda, futebolista japonês.
- 1998 — Jericho Sims, jogador norte-americano de basquete.
- 1999 — Chuu, cantora sul-coreana.
- 2000 — Mateo Gamarra, futebolista paraguaio.

### Século XXI
- 2001 — Welay Berehe, ciclista etíope.
- 2002 — Yeremi Pino, futebolista espanhol.
- 2003 — Carney Chukwuemeka, futebolista britânico.

## Mortes

### Anteriores ao século XIX
- 0460 — Élia Eudócia, imperatriz romana do Oriente (n. 401).
- 1139 — Henrique X da Baviera, duque da Baviera e Saxônia (n. 1100).
- 1187 — Papa Urbano III (n. 1130).
- 1439 — Ambrogio Traversari, teólogo italiano (n. 1386).
- 1538 — Francisco Maria I, Duque de Urbino (n. 1490).
- 1570 — João de Barros, historiador português (n. 1496).

### Século XIX
- 1864 — Andrew Geddes Bain, geólogo e explorador britânico (n. 1797).
- 1880 — Lydia Maria Child, escritora norte-americana (n. 1802).
- 1900 — Naim Frashëri, poeta albanês (n. 1846).

### Século XX
- 1932 — Giovanni Battista Pirelli, empresário, industrial e engenheiro italiano (n. 1848).
- 1935 — Arthur Henderson, político britânico (n. 1863).
- 1942 — May Robson, atriz norte-americana (n. 1858)
- 1952 — Mikhail Rostovtzeff, historiador russo (n. 1870).
- 1964
  - Herbert Hoover, político norte-americano (n. 1874).
  - Antonio Nunes Leite, Advogado e Jornalista brasileiro (n. 1882)
- 1967 — Jean-Henri Humbert, botânico francês (n. 1887).
- 1977
  - Ronnie Van Zant, cantor e compositor norte-americano (n. 1948).
  - Steve Gaines, músico estadunidense (n. 1949).
  - Cassie Gaines, cantora estadunidense (n. 1948).
- 1973 — Auguste Garrebeek, ciclista belga (n. 1912).
- 1978 — Gunnar Nilsson, automobilista sueco (n. 1948).
- 1980
  - Robert Whittaker, zoólogo norte-americano (n. 1920).
  - Phoebe Holcroft Watson, tenista britânica (n. 1898).
  - Stefán Jóhann Stefánsson, político islandês (n. 1894).
- 1984
  - Carl Ferdinand Cori, bioquímico norte-americano (n. 1896).
  - Paul Dirac, matemático e físico britânico (n. 1902).
- 1985 — Knud Børge Overgaard, futebolista dinamarquês (n. 1918).
- 1987 — Andrei Kolmogorov, matemático russo (n. 1903).
- 1989 — Anthony Quayle, ator e diretor britânico (n. 1913).
- 1990 — Joel McCrea, ator estadunidense (n. 1905).
- 1993 — Gaylord DuBois, escritor americano de histórias em quadrinhos (n. 1899).
- 1994
  - Burt Lancaster, ator norte-americano (n. 1913).
  - Sergei Bondarchuk, ator, cineasta e roteirista russo (n. 1920).
- 1995
  - Chris Pitsch, atriz brasileira (n. 1971).
  - Riccardo Carapellese, futebolista e treinador de futebol italiano (n. 1922).
- 1998 — René Pleimelding, futebolista e treinador de futebol francês (n. 1925).

### Século XXI
- 2003 — Jack Elam, ator estadunidense (n. 1920).
- 2006
  - Maxi Herber, patinadora artística alemã (n. 1920).
  - Jane Wyatt, atriz estadunidense (n. 1910).
- 2008
  - Arthur Sendas, empresário brasileiro (n. 1935).
  - Luiz Carlos da Vila, compositor e sambista brasileiro (n. 1949).
- 2009 — Yuri Ryazanov, ginasta russo (n. 1987).
- 2010
  - Mariana Rey Monteiro, atriz portuguesa (n. 1922).
  - George Mallet, político santa-lucense (n. 1923).
  - Ari Up, cantora alemã (n. 1962).
- 2011
  - Muammar al-Gaddafi, militar, político e ditador líbio (n. 1942).
  - Al-Mu'tasim-Billah al-Gaddafi, militar e político líbio (n. 1974).
  - Abu-Bakr Yunis Jabr, militar líbio (n. 1940 ou 1952).
- 2012 — Paul Kurtz, filósofo norte-americano (n. 1925).
- 2014 — René Burri, fotógrafo suíço (n. 1933).
- 2015 — Yoná Magalhães, atriz brasileira (n. 1935).
- 2016 — Michael Massee, ator estadunidense (n. 1952).
- 2018 — Wim Kok, político neerlandês (n. 1938).
- 2020 — Bruno Martini, futebolista francês (n. 1962).
- 2021 — Mihaly Csikszentmihalyi, psicólogo húngaro-americano (n. 1934).
- 2024 — Michael Newman, ator e salva-vidas estadunidense (n. 1956).

## Feriados e eventos cíclicos

### Internacional
- Dia Mundial da Osteoporose
- Dia Mundial da Estatística
- Dia Mundial do Controlador de Tráfego Aéreo

### Brasil
- Dia do Poeta
- Dia do Arquivista
- Dia do Maquinista Ferroviário
- Dia Nacional da Filantropia
- Aniversário do município de Domingos Martins, no Espírito Santo
- Aniversário do município de Paracatu, em Minas Gerais
- Aniversário dos municípios de Amélia Rodrigues e Conceição do Jacuípe, na Bahia
- Aniversário dos municípios de Itápolis e Tarumã, em São Paulo

### Portugal
- Dia do município da Covilhã

### Cristianismo
- Artêmio de Antioquia
- Iria de Tomar
- Madalena de Nagasaki
- Maria Bertilla Boscardin
- Tiago Strepa

## Outros calendários
- No calendário romano era o 13.º dia (XIII) antes das calendas de novembro.
- No calendário litúrgico tem a letra dominical F para o dia da semana.
- No calendário gregoriano a epacta do dia é iii.